# Chorthippus jacobsi
Chorthippus jacobsi är en insektsart som beskrevs av Carl Otto Harz 1975. Chorthippus jacobsi ingår i släktet Chorthippus och familjen gräshoppor. Inga underarter finns listade i Catalogue of Life.